# Всеобщие выборы в Коста-Рике (1998)
Всеобщие выборы в Коста-Рике прошли 1 февраля 1998 года. На них избирались президент Коста-Рики, два вице-президента и 57 депутатов Законодательного собрания. В результате Мигель Анхель Родригес Эчеверрия от Партии социал-христианского единства был избран президентом Коста-Рики. На парламентских выборах также победу одержала Партия социал-христианского единства. Явка составила 79 %.
Экономический спад, забастовка учителей из-за пенсионной реформы и коррупционные скандалы сделали правительство президента Хосе Марии Фигереса крайне непопулярным, поэтому одобренный правительством кандидат Хосе Мигель Корралес пытался максимально дистанцироваться от Фигераса. Корралес победил бывшего президента Законодательного собрания Хорхе Вальтера Кото Молину на праймериз Партии национального освобождения, но обнаружение мошенничества с избирателями нанесло ущерб имиджу партии и раскололо её. Напротив, в Партии социал-христианского единства кандидат на предыдущих выборах 1994 года Мигель Анхель Родригес рассматривался как естественный кандидат и на этих выборах, и, несмотря на то, что депутат Луис Фишман тоже предлагался как возможный внутренний оппонент, в конце концов он отказался, и Родригес был выдвинут без необходимости праймериз, тем самым сохранив единство партии. Во время правления Фигераса между лидерами двух основных партий (и сыновьями двух каудильо гражданской войны 1948 года) был подписан так называемый пакт Фигерас-Кальдерон. Фигерас и Рафаэль Анхель Кальдерон Фурнье (политический соперник Родригеса) утвердили несколько взаимовыгодных законов для обеих основных партий, что вызвало возмущение широких слоев населения и положило начало падению двухпартийной системы.

## Результаты

### Президентские выборы
| Кандидат                             | Кандидат                             | Партия                               | Голосов   | %      |
| ------------------------------------ | ------------------------------------ | ------------------------------------ | --------- | ------ |
|                                      | Мигель Анхель Родригес Эчеверрия     | Партия социал-христианского единства | 652 160   | 46.,96 |
|                                      | Хосе Мигель Корралес Боланьос        | Партия национального освобождения    | 618 834   | 44,56  |
|                                      | Владимир де ла Крус де Лемос         | Демократическая сила                 | 41 710    | 3,00   |
|                                      | Валтер Муньос Кеспедес               | Партия национальной интеграции       | 19 934    | 1,44   |
|                                      | Шерман Томас Джексон                 | Коста-Риканская партия обновления    | 19 313    | 1,39   |
|                                      | Альваро Гонсалес Эспиноса            | Демократическая партия               | 12 952    | 0,93   |
|                                      | Федерико Малавасси Калво             | Либертарианское движение             | 5 874     | 0,42   |
|                                      | Хорхе Гонсалес Мартен                | Национальная независимая партия      | 4 218     | 0,30   |
|                                      | Алехандро Мадригал Бенавидес         | Христианский национальный альянс     | 3 545     | 0,26   |
|                                      | Норма Варгас Дуарте                  | Объединённый народ                   | 3 075     | 0,22   |
|                                      | Родриго Гутьеррес Шванхаузен         | Новая демократическая партия         | 3 025     | 0,22   |
|                                      | Марина Волло Бренес                  | Партия национального спасения        | 2 681     | 0,19   |
|                                      | Йоланда Гутьеррес Вентура            | Независимая партия                   | 1 377     | 0,10   |
| Недействительных/пустых бюллетеней   | Недействительных/пустых бюллетеней   | Недействительных/пустых бюллетеней   | 43 215    | -      |
| Всего                                | Всего                                | Всего                                | 1 431 913 | 100    |
| Зарегистрированных избирателей/ Явка | Зарегистрированных избирателей/ Явка | Зарегистрированных избирателей/ Явка | 2 045 980 | 69,99  |
| Источник: TSE                        |                                      |                                      |           |        |

### Парламентские выборы
В то время в стране существовала двухпартийная система и две основные партии Партия гражданского действия и Партия социал-христианского единства получили большинство голосов. Тем не менее, места в парламенте получили и некоторые третьи силы, в том числе левая партия Демократическая сила получившие 3 места. Кроме того, впервые либеральное Либертарианское движение и христианско-консервативная Партия обновления Коста-Рики получили по одному месту в парламенте. Небольшая партия Партия национальной интеграции во главе с медиком Вальтером Муньосом получила своё первое место.
|                                       |                                       |           |       |       |       |
| Партия                                | Партия                                | Голоса    | %     | Места | +/-   |
|                                       | Партия социал-христианского единства  | 569 792   | 41,18 | 27    | +2    |
|                                       | Партия национального освобождения     | 481 933   | 34,83 | 23    | -5    |
|                                       | Демократическая сила                  | 79 826    | 5,77  | 3     | +1    |
|                                       | Либертарианское движение              | 42 640    | 3,08  | 1     | новая |
|                                       | Партия национальной интеграции        | 38 408    | 2,78  | 1     | новая |
|                                       | Коста-Риканская партия обновления     | 27 892    | 2,02  | 1     | новая |
|                                       | Демократическая партия                | 17 060    | 1,23  | 0     | новая |
|                                       | Партия действия сельских работников   | 16 955    | 1,23  | 1     | +1    |
|                                       | Объединённый народ                    | 15 028    | 1,09  | 0     | 0     |
|                                       | Национальная независимая партия       | 12 794    | 0,92  | 0     | 0     |
|                                       | Партия всеобщего союза                | 12 583    | 0,91  | 0     | 0     |
|                                       | Новая демократическая партия          | 12 476    | 0,90  | 0     | новая |
|                                       | Партия национального спасения         | 9 588     | 0,69  | 0     | новая |
|                                       | Христианский национальный альянс      | 9 176     | 0,66  | 0     | 0     |
|                                       | Национальная аграрная партия          | 7 497     | 0,54  | 0     | -1    |
|                                       | Партия аграрного союза Картаго        | 7 138     | 0,52  | 0     | -1    |
|                                       | Демократическое действие Алахуэлы     | 6 614     | 0,48  | 0     | 0     |
|                                       | Независимая партия                    | 6 025     | 0,44  | 0     | 0     |
|                                       | Перемены сейчас                       | 2 223     | 0,16  | 0     | новая |
|                                       | Партия национальной конвергенции      | 2 197     | 0,16  | 0     | 0     |
|                                       | Истинная лимонская партия             | 2 167     | 0,16  | 0     | 0     |
|                                       | Аграрная сила Картаго                 | 1 892     | 0,14  | 0     | новая |
|                                       | Партия независимого Гуанакасте        | 1 623     | 0,12  | 0     | 0     |
| Недействительных/пустых бюллетеней    | Недействительных/пустых бюллетеней    | 47 052    | -     | -     | -     |
| Всего                                 | Всего                                 | 1 415 319 | 100   | 57    | 0     |
| Зарегистрированных избирателей / Явка | Зарегистрированных избирателей / Явка | 1 881 348 | 69,99 | -     | -     |
| Источники: TSE; Election Resources    |                                       |           |       |       |       |